# Marta Warelis

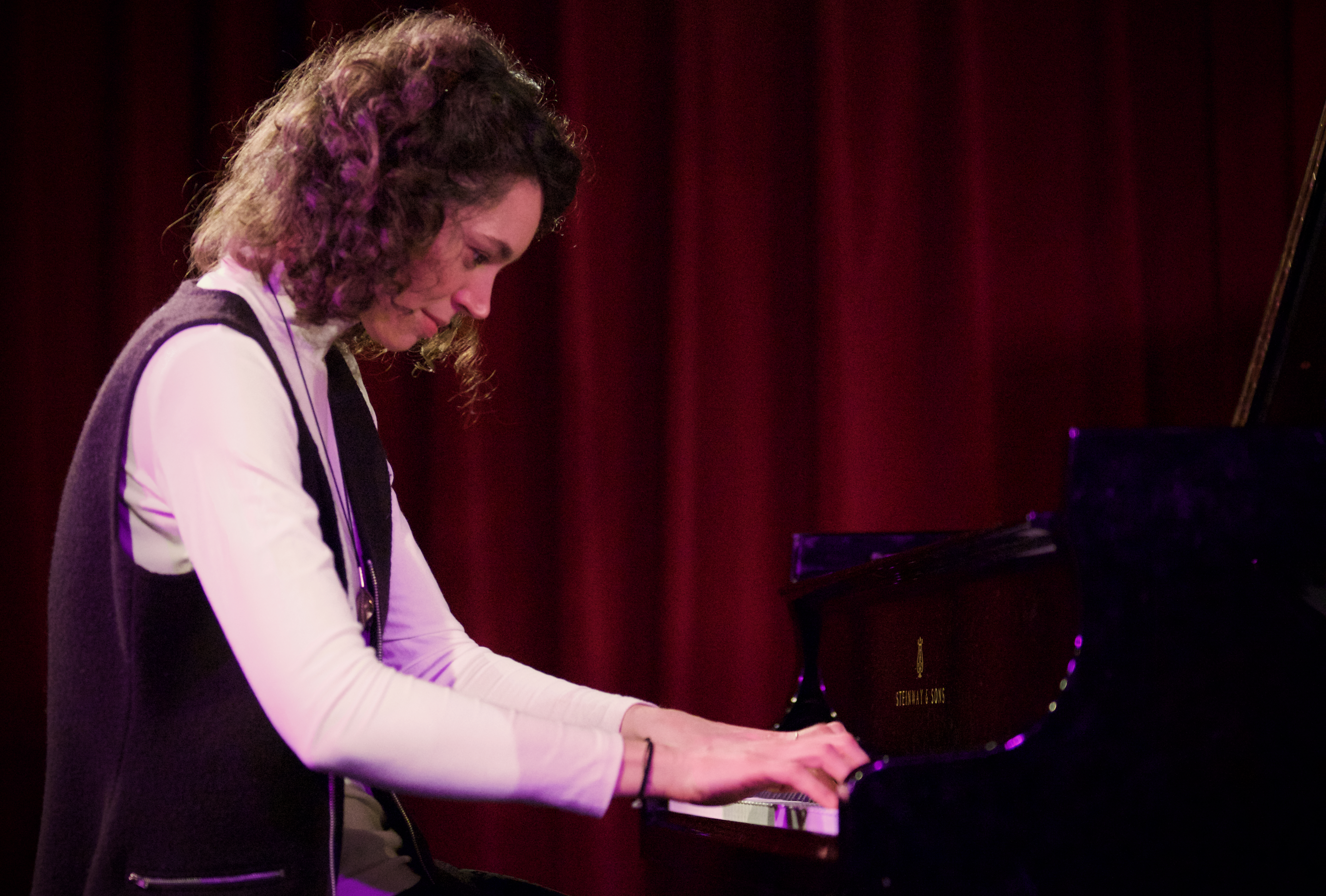
Marta Warelis 2023

Marta Warelis (* 20. Juni 1986) ist eine polnische Jazz- und Improvisationsmusikerin (Piano), die in den Niederlanden arbeitet.

## Leben und Wirken
Warelis wuchs in Polen auf und zog mit 20 Jahren nach Breslau, wo sie in den Gruppen von Evija Vēbere und Mateusz Kołodziejczyk spielte. Dann studierte sie am Prins Claus Conservatorium in Groningen; seit 2014 lebt sie in Amsterdam. In der dortigen Jazz- und Improvisations-Szene arbeitete sie seitdem u. a. in einem Duo mit der Saxophonistin Ada Rave, einem Trio mit Wilbert de Joode und Onno Govaert, im Trio von Ab Baars, mit Xavier Pamploona sowie mit Yung-Tuan Ku, Miguel Petruccelli, Tristan Renfrow.
Warelis war am Album Dream Whispers von Evija Vēbere (Cantina Records, 2014) beteiligt. 2017 legte sie mit der Streicherformation Strings5 (mit Raoul van der Weide, Jan Nijdam, Jacob Plooij, Henk Zwerver) das Album Lost in Labyrinth (Casco Records) vor. Mit Frank Rosaly, Aaron Lumley und John Dikeman entstand der Livemitschnitt Sunday at De Ruimte (2022). Im Duo mit Angelika Niescier spielte sie 2022 mehrere Konzerte in Deutschland (Mitschnitt aus der Münchner Seidlvilla bei BR-Klassik). 2023 präsentierte sie sich im neuen Quintett von Dave Douglas, mit dem sie auch auf dessen Album Secular Psalms zu hören ist. Den Mitschnitt von ihrem Soloauftritt 2024 beim J.O.E.-Festival in der Essener Zeche Carl sendete der Deutschlandfunk.

## Diskographische Hinweise
- Etienne Nillesen, Nicola L. Hein, Eve Risser, Magda Mayas, Marta Warelis: Piano Trialogues (Creative Sources, 2019)
- A Grain of Earth (Relative Pitch, 2022, solo)
- Marta Warelis, Ingebrigt Håker Flaten: Sun Lit Starlings (Weird Cry Records, 2023)
- Tobias Klein / Frank Rosaly / Marta Warelis: Tendresse (Relative Pitch, 2024)
- Marta Warelis & Andy Moor: Escape (2024)
- John Dikeman, Marta Warelis, Aaron Lumley & Sun-Mi Hong: Old Adam on Turtle Island (2025)